# Liste der Gebietsänderungen in Sachsen 1994
Die Liste der Gebietsänderungen in Sachsen 1994 enthält Änderungen an Gemeindegebieten des Freistaats Sachsen in der Zeit vom 1. Januar 1994 bis zum 31. Dezember 1994. Dazu zählen unter anderem Zusammenschlüsse und Trennungen von Gemeinden, Eingliederungen von Gemeinden in eine andere, Änderungen des Gemeindenamens und Umgliederungen von Teilen einer Gemeinde in eine andere.

## Legende
- Datum: juristisches Wirkungsdatum der Gebietsänderung
- Gemeinde vor der Änderung: Gemeinde vor der Gebietsänderung
- Gebietsänderung: Art der Gebietsänderung
- Gemeinde nach der Änderung: Gemeinde nach der Gebietsänderung
- Landkreis: Landkreis der Gemeinde nach der Gebietsänderung
- OT: Ortsteil

Die Sortierung erfolgt chronologisch: Datum, kreisfreie Städte, Landkreise, aufnehmende oder neu gebildete Gemeinde. Heute noch bestehende Gemeinden sind farbig unterlegt.

## Liste der Gebietsänderungen
| Datum      | Gemeinde vor der Änderung                                                                  | Gebietsänderung                                                                            | Gemeinde nach der Änderung                                                                 | Landkreis                                                                                  |
| ---------- | ------------------------------------------------------------------------------------------ | ------------------------------------------------------------------------------------------ | ------------------------------------------------------------------------------------------ | ------------------------------------------------------------------------------------------ |
| 01.01.1994 | Meßbach                                                                                    | Eingliederung nach                                                                         | Plauen                                                                                     | –                                                                                          |
| 01.01.1994 | Oberscheibe                                                                                | Eingliederung nach                                                                         | Scheibenberg                                                                               | Annaberg                                                                                   |
| 01.01.1994 | Blauenthal Wildenthal                                                                      | Eingliederung nach                                                                         | Eibenstock                                                                                 | Aue                                                                                        |
| 01.01.1994 | Wildbach                                                                                   | Eingliederung nach                                                                         | Schlema                                                                                    | Aue                                                                                        |
| 01.01.1994 | Schnarrtanne                                                                               | Eingliederung nach                                                                         | Auerbach/Vogtl.                                                                            | Auerbach                                                                                   |
| 01.01.1994 | Rebesgrün Reumtengrün                                                                      | Zusammenschluss zu                                                                         | Rebesgrün                                                                                  | Auerbach                                                                                   |
| 01.01.1994 | Schreiersgrün                                                                              | Eingliederung nach                                                                         | Treuen                                                                                     | Auerbach                                                                                   |
| 01.01.1994 | Kottengrün Werda                                                                           | Zusammenschluss zu                                                                         | Werda                                                                                      | Auerbach                                                                                   |
| 01.01.1994 | Niederkaina Stiebitz                                                                       | Eingliederung nach                                                                         | Bautzen                                                                                    | Bautzen                                                                                    |
| 01.01.1994 | Naundorf                                                                                   | Eingliederung nach                                                                         | Gaußig                                                                                     | Bautzen                                                                                    |
| 01.01.1994 | Doberschau Gnaschwitz                                                                      | Zusammenschluss zu                                                                         | Gnaschwitz-Doberschau                                                                      | Bautzen                                                                                    |
| 01.01.1994 | Commerau b. Klix Klix Quatitz Sdier                                                        | Eingliederung nach                                                                         | Großdubrau                                                                                 | Bautzen                                                                                    |
| 01.01.1994 | Jenkwitz OT Binnewitz, Mehltheuer                                                          | Umgliederung nach                                                                          | Großpostwitz                                                                               | Bautzen                                                                                    |
| 01.01.1994 | Guttau Kleinsaubernitz Neudorf/Spree                                                       | Zusammenschluss zu                                                                         | Guttau                                                                                     | Bautzen                                                                                    |
| 01.01.1994 | Breitendorf                                                                                | Eingliederung nach                                                                         | Hochkirch                                                                                  | Bautzen                                                                                    |
| 01.01.1994 | Salzenforst-Bolbritz                                                                       | Eingliederung nach                                                                         | Kleinwelka                                                                                 | Bautzen                                                                                    |
| 01.01.1994 | Oppitz                                                                                     | Eingliederung nach                                                                         | Königswartha                                                                               | Bautzen                                                                                    |
| 01.01.1994 | Jenkwitz Kubschütz Purschwitz                                                              | Zusammenschluss zu                                                                         | Kubschütz                                                                                  | Bautzen                                                                                    |
| 01.01.1994 | Luppa OT Lomske                                                                            | Umgliederung nach                                                                          | Milkel                                                                                     | Bautzen                                                                                    |
| 01.01.1994 | Kleinbautzen Malschwitz Niedergurig                                                        | Zusammenschluss zu                                                                         | Malschwitz                                                                                 | Bautzen                                                                                    |
| 01.01.1994 | Luga                                                                                       | Eingliederung nach                                                                         | Neschwitz                                                                                  | Bautzen                                                                                    |
| 01.01.1994 | Luga OT Quoos                                                                              | Umgliederung nach                                                                          | Radibor                                                                                    | Bautzen                                                                                    |
| 01.01.1994 | Luppa Luttowitz                                                                            | Eingliederung nach                                                                         | Radibor                                                                                    | Bautzen                                                                                    |
| 01.01.1994 | Gröditz                                                                                    | Eingliederung nach                                                                         | Weißenberg                                                                                 | Bautzen                                                                                    |
| 01.01.1994 | Uhyst a. Taucher                                                                           | Eingliederung nach                                                                         | Burkau                                                                                     | Bischofswerda                                                                              |
| 01.01.1994 | Pohla Rothnaußlitz                                                                         | Eingliederung nach                                                                         | Demitz-Thumitz                                                                             | Bischofswerda                                                                              |
| 01.01.1994 | Bühlau Schmiedefeld                                                                        | Eingliederung nach                                                                         | Großharthau                                                                                | Bischofswerda                                                                              |
| 01.01.1994 | Friedersdorf                                                                               | Eingliederung nach                                                                         | Pulsnitz                                                                                   | Bischofswerda                                                                              |
| 01.01.1994 | Großzössen Kahnsdorf                                                                       | Eingliederung nach                                                                         | Lobstädt                                                                                   | Borna                                                                                      |
| 01.01.1994 | Breunsdorf                                                                                 | Eingliederung nach                                                                         | Neukieritzsch                                                                              | Borna                                                                                      |
| 01.01.1994 | Wiederau                                                                                   | Eingliederung nach                                                                         | Pegau                                                                                      | Borna                                                                                      |
| 01.01.1994 | Voigtsdorf                                                                                 | Eingliederung nach                                                                         | Dorfchemnitz b. Sayda                                                                      | Brand-Erbisdorf                                                                            |
| 01.01.1994 | Dittersbach                                                                                | Eingliederung nach                                                                         | Frauenstein                                                                                | Brand-Erbisdorf                                                                            |
| 01.01.1994 | Niedersaida                                                                                | Eingliederung nach                                                                         | Großhartmannsdorf                                                                          | Brand-Erbisdorf                                                                            |
| 01.01.1994 | Helbigsdorf Zethau                                                                         | Eingliederung nach                                                                         | Mulda/Sa.                                                                                  | Brand-Erbisdorf                                                                            |
| 01.01.1994 | Clausnitz Holzhau                                                                          | Eingliederung nach                                                                         | Rechenberg-Bienenmühle                                                                     | Brand-Erbisdorf                                                                            |
| 01.01.1994 | Friedebach                                                                                 | Eingliederung nach                                                                         | Sayda                                                                                      | Brand-Erbisdorf                                                                            |
| 01.01.1994 | Cämmerswalde Neuhausen/Erzgeb.                                                             | Zusammenschluss zu                                                                         | Neuhausen/Erzgeb.                                                                          | Brand-Erbisdorf                                                                            |
| 01.01.1994 | Garnsdorf                                                                                  | Eingliederung nach                                                                         | Auerswalde                                                                                 | Chemnitz                                                                                   |
| 01.01.1994 | Niederlichtenau Oberlichtenau                                                              | Zusammenschluss zu                                                                         | Lichtenau                                                                                  | Chemnitz                                                                                   |
| 01.01.1994 | Beerendorf Brodau Döbernitz Selben                                                         | Zusammenschluss zu                                                                         | Döbernitz                                                                                  | Delitzsch                                                                                  |
| 01.01.1994 | Kletzen Zschölkau                                                                          | Zusammenschluss zu                                                                         | Kletzen-Zschölkau                                                                          | Delitzsch                                                                                  |
| 01.01.1994 | Kyhna Lissa Pohritzsch Zaasch Zschernitz                                                   | Zusammenschluss zu                                                                         | Neukyhna                                                                                   | Delitzsch                                                                                  |
| 01.01.1994 | Klitschmar Kölsa Wiedemar Wiesenena                                                        | Zusammenschluss zu                                                                         | Wiedemar                                                                                   | Delitzsch                                                                                  |
| 01.01.1994 | Rehefeld-Zaunhaus Zinnwald-Georgenfeld                                                     | Eingliederung nach                                                                         | Altenberg                                                                                  | Dippoldiswalde                                                                             |
| 01.01.1994 | Oberhäslich Reinholdshain                                                                  | Eingliederung nach                                                                         | Dippoldiswalde                                                                             | Dippoldiswalde                                                                             |
| 01.01.1994 | Niederfrauendorf Oberfrauendorf                                                            | Zusammenschluss zu                                                                         | Frauendorf                                                                                 | Dippoldiswalde                                                                             |
| 01.01.1994 | Fürstenau Fürstenwalde Liebenau                                                            | Eingliederung nach                                                                         | Geising                                                                                    | Dippoldiswalde                                                                             |
| 01.01.1994 | Johnsbach Luchau                                                                           | Eingliederung nach                                                                         | Glashütte                                                                                  | Dippoldiswalde                                                                             |
| 01.01.1994 | Hartmannsdorf Reichenau                                                                    | Zusammenschluss zu                                                                         | Hartmannsdorf-Reichenau                                                                    | Dippoldiswalde                                                                             |
| 01.01.1994 | Borlas                                                                                     | Eingliederung nach                                                                         | Höckendorf                                                                                 | Dippoldiswalde                                                                             |
| 01.01.1994 | Ammelsdorf Hennersdorf Obercarsdorf Sadisdorf                                              | Zusammenschluss zu                                                                         | Obercarsdorf                                                                               | Dippoldiswalde                                                                             |
| 01.01.1994 | Technitz                                                                                   | Eingliederung nach                                                                         | Döbeln                                                                                     | Döbeln                                                                                     |
| 01.01.1994 | Großweitzschen Mockritz Westewitz                                                          | Zusammenschluss zu                                                                         | Großweitzschen                                                                             | Döbeln                                                                                     |
| 01.01.1994 | Steina Wendishain                                                                          | Eingliederung nach                                                                         | Hartha                                                                                     | Döbeln                                                                                     |
| 01.01.1994 | Littdorf                                                                                   | Eingliederung nach                                                                         | Niederstriegis                                                                             | Döbeln                                                                                     |
| 01.01.1994 | Jahna-Pulsitz                                                                              | Eingliederung nach                                                                         | Ostrau                                                                                     | Döbeln                                                                                     |
| 01.01.1994 | Gleisberg Haßlau                                                                           | Eingliederung nach                                                                         | Roßwein                                                                                    | Döbeln                                                                                     |
| 01.01.1994 | Reinsdorf                                                                                  | Eingliederung nach                                                                         | Waldheim                                                                                   | Döbeln                                                                                     |
| 01.01.1994 | Gebersbach-Knobelsdorf Ziegra                                                              | Zusammenschluss zu                                                                         | Ziegra-Knobelsdorf                                                                         | Döbeln                                                                                     |
| 01.01.1994 | Oberwartha                                                                                 | Eingliederung nach                                                                         | Cossebaude                                                                                 | Dresden                                                                                    |
| 01.01.1994 | Grünberg b. Radeberg Ottendorf-Okrilla                                                     | Zusammenschluss zu                                                                         | Ottendorf-Okrilla                                                                          | Dresden                                                                                    |
| 01.01.1994 | Boxdorf Friedewald Reichenberg                                                             | Zusammenschluss zu                                                                         | Reichenberg                                                                                | Dresden                                                                                    |
| 01.01.1994 | Borsberg Cunnersdorf Eschdorf Gönnsdorf Pappritz Rockau Schönfeld Schullwitz Weißig        | Zusammenschluss zu                                                                         | Schönfeld-Weißig                                                                           | Dresden                                                                                    |
| 01.01.1994 | Leppersdorf Seifersdorf Wachau                                                             | Zusammenschluss zu                                                                         | Wachau                                                                                     | Dresden                                                                                    |
| 01.01.1994 | Schellenberg (19 ha)                                                                       | Umgliederung nach                                                                          | Augustusburg                                                                               | Flöha                                                                                      |
| 01.01.1994 | Altenhain OT An der Finkenmühle                                                            | Umgliederung nach                                                                          | Flöha                                                                                      | Flöha                                                                                      |
| 01.01.1994 | Frankenstein Memmendorf                                                                    | Zusammenschluss zu                                                                         | Frankenstein                                                                               | Flöha                                                                                      |
| 01.01.1994 | Kirchbach Schönerstadt                                                                     | Eingliederung nach                                                                         | Oederan                                                                                    | Flöha                                                                                      |
| 01.01.1994 | Hohentanne                                                                                 | Eingliederung nach                                                                         | Großschirma                                                                                | Freiberg                                                                                   |
| 01.01.1994 | Kleinschirma                                                                               | Eingliederung nach                                                                         | Oberschöna                                                                                 | Freiberg                                                                                   |
| 01.01.1994 | Obergruna                                                                                  | Eingliederung nach                                                                         | Siebenlehn                                                                                 | Freiberg                                                                                   |
| 01.01.1994 | Berthelsdorf/Erzgeb.                                                                       | Eingliederung nach                                                                         | Weißenborn/Erzgeb.                                                                         | Freiberg                                                                                   |
| 01.01.1994 | Flößberg Frankenhain Hopfgarten Prießnitz Tautenhain                                       | Zusammenschluss zu                                                                         | Eulatal                                                                                    | Geithain                                                                                   |
| 01.01.1994 | Niedergräfenhain                                                                           | Eingliederung nach                                                                         | Geithain                                                                                   | Geithain                                                                                   |
| 01.01.1994 | Langenleuba-Oberhain Niedersteinbach                                                       | Zusammenschluss zu                                                                         | Langensteinbach                                                                            | Geithain                                                                                   |
| 01.01.1994 | Weidensdorf                                                                                | Eingliederung nach                                                                         | Remse                                                                                      | Glauchau                                                                                   |
| 01.01.1994 | Kaufungen Wolkenburg/Mulde                                                                 | Zusammenschluss zu                                                                         | Wolkenburg-Kaufungen                                                                       | Glauchau                                                                                   |
| 01.01.1994 | Deutsch Paulsdorf Friedersdorf Gersdorf Jauernick-Buschbach Pfaffendorf                    | Eingliederung nach                                                                         | Markersdorf                                                                                | Görlitz                                                                                    |
| 01.01.1994 | Leuba                                                                                      | Eingliederung nach                                                                         | Ostritz                                                                                    | Görlitz                                                                                    |
| 01.01.1994 | Dittmannsdorf Mengelsdorf Meuselwitz Zoblitz                                               | Eingliederung nach                                                                         | Reichenbach/O.L.                                                                           | Görlitz                                                                                    |
| 01.01.1994 | Kiesdorf a. d. Eigen                                                                       | Eingliederung nach                                                                         | Schönau-Berzdorf a. d. Eigen                                                               | Görlitz                                                                                    |
| 01.01.1994 | Ebersbach Girbigsdorf Kunnersdorf                                                          | Zusammenschluss zu                                                                         | Schöpstal                                                                                  | Görlitz                                                                                    |
| 01.01.1994 | Arnsdorf-Hilbersdorf Buchholz Melaune                                                      | Zusammenschluss zu                                                                         | Vierkirchen                                                                                | Görlitz                                                                                    |
| 01.01.1994 | Bad Lausick Buchheim Ebersbach Etzoldshain Glasten Lauterbach                              | Zusammenschluss zu                                                                         | Bad Lausick                                                                                | Grimma                                                                                     |
| 01.01.1994 | Nauenheim OT Thierbaum                                                                     | Umgliederung nach                                                                          | Bad Lausick                                                                                | Grimma                                                                                     |
| 01.01.1994 | Lastau                                                                                     | Eingliederung nach                                                                         | Colditz                                                                                    | Grimma                                                                                     |
| 01.01.1994 | Döben Höfgen                                                                               | Eingliederung nach                                                                         | Grimma                                                                                     | Grimma                                                                                     |
| 01.01.1994 | Großbothen Kössern Leisenau Sermuth-Schönbach                                              | Zusammenschluss zu                                                                         | Großbothen                                                                                 | Grimma                                                                                     |
| 01.01.1994 | Cannewitz OT Wagelwitz                                                                     | Umgliederung nach                                                                          | Mutzschen                                                                                  | Grimma                                                                                     |
| 01.01.1994 | Ammelshain                                                                                 | Eingliederung nach                                                                         | Naunhof                                                                                    | Grimma                                                                                     |
| 01.01.1994 | Cannewitz Fremdiswalde Golzern/Mulde                                                       | Eingliederung nach                                                                         | Nerchau                                                                                    | Grimma                                                                                     |
| 01.01.1994 | Grethen Großsteinberg Klinga Pomßen                                                        | Zusammenschluss zu                                                                         | Parthenstein                                                                               | Grimma                                                                                     |
| 01.01.1994 | Neichen Seelingstädt                                                                       | Eingliederung nach                                                                         | Trebsen/Mulde                                                                              | Grimma                                                                                     |
| 01.01.1994 | Bieberach Ebersbach Freitelsdorf-Cunnersdorf Kalkreuth Rödern                              | Zusammenschluss zu                                                                         | Ebersbach                                                                                  | Großenhain                                                                                 |
| 01.01.1994 | Skassa Zschauitz                                                                           | Eingliederung nach                                                                         | Großenhain                                                                                 | Großenhain                                                                                 |
| 01.01.1994 | Nauleis                                                                                    | Eingliederung nach                                                                         | Lenz                                                                                       | Großenhain                                                                                 |
| 01.01.1994 | Blattersleben Kmehlen-Gävernitz Priestewitz Zottewitz                                      | Zusammenschluss zu                                                                         | Priestewitz                                                                                | Großenhain                                                                                 |
| 01.01.1994 | Altenhain Sachsenburg-Irbersdorf                                                           | Eingliederung nach                                                                         | Frankenberg                                                                                | Hainichen                                                                                  |
| 01.01.1994 | Bockendorf Cunnersdorf Eulendorf Gersdorf Riechberg                                        | Eingliederung nach                                                                         | Hainichen                                                                                  | Hainichen                                                                                  |
| 01.01.1994 | Ehrenberg Höfchen Kriebethal                                                               | Zusammenschluss zu                                                                         | Kriebstein                                                                                 | Hainichen                                                                                  |
| 01.01.1994 | Lauenhain Tanneberg                                                                        | Zusammenschluss zu                                                                         | Lauenhain-Tanneberg                                                                        | Hainichen                                                                                  |
| 01.01.1994 | Ringethal                                                                                  | Eingliederung nach                                                                         | Mittweida                                                                                  | Hainichen                                                                                  |
| 01.01.1994 | Hermsdorf b. Mittweida Moosheim                                                            | Eingliederung nach                                                                         | Rossau                                                                                     | Hainichen                                                                                  |
| 01.01.1994 | Berbersdorf Goßberg Mobendorf Pappendorf                                                   | Zusammenschluss zu                                                                         | Striegistal                                                                                | Hainichen                                                                                  |
| 01.01.1994 | Arnsdorf Böhrigen Dittersdorf Etzdorf Marbach Naundorf                                     | Zusammenschluss zu                                                                         | Tiefenbach                                                                                 | Hainichen                                                                                  |
| 01.01.1994 | Hermsdorf                                                                                  | Eingliederung nach                                                                         | Bernsdorf                                                                                  | Hohenstein-Ernstthal                                                                       |
| 01.01.1994 | Falken Langenberg Langenchursdorf                                                          | Zusammenschluss zu                                                                         | Chursbachtal                                                                               | Hohenstein-Ernstthal                                                                       |
| 01.01.1994 | Rödlitz                                                                                    | Eingliederung nach                                                                         | Lichtenstein/Sa.                                                                           | Hohenstein-Ernstthal                                                                       |
| 01.01.1994 | Zeißholz                                                                                   | Eingliederung nach                                                                         | Bernsdorf                                                                                  | Hoyerswerda                                                                                |
| 01.01.1994 | Knappenrode                                                                                | Eingliederung nach                                                                         | Hoyerswerda                                                                                | Hoyerswerda                                                                                |
| 01.01.1994 | Nardt (1,6 ha)                                                                             | Umgliederung nach                                                                          | Hoyerswerda                                                                                | Hoyerswerda                                                                                |
| 01.01.1994 | Bärwalde Hermsdorf/Spree Litschen Lohsa Steinitz Weißkollm                                 | Zusammenschluss zu                                                                         | Lohsa                                                                                      | Hoyerswerda                                                                                |
| 01.01.1994 | Dubring Hoske Kotten Maukendorf Sollschwitz                                                | Eingliederung nach                                                                         | Wittichenau                                                                                | Hoyerswerda                                                                                |
| 01.01.1994 | Rauschwitz                                                                                 | Eingliederung nach                                                                         | Elstra                                                                                     | Kamenz                                                                                     |
| 01.01.1994 | Gräfenhain                                                                                 | Eingliederung nach                                                                         | Königsbrück                                                                                | Kamenz                                                                                     |
| 01.01.1994 | Rosenthal OT Piskowitz                                                                     | Umgliederung nach                                                                          | Nebelschütz                                                                                | Kamenz                                                                                     |
| 01.01.1994 | Lieske Milstrich Oßling Skaska-Döbra                                                       | Zusammenschluss zu                                                                         | Oßling                                                                                     | Kamenz                                                                                     |
| 01.01.1994 | Sollschwitz OT Liebegast                                                                   | Umgliederung nach                                                                          | Oßling                                                                                     | Kamenz                                                                                     |
| 01.01.1994 | Ostro                                                                                      | Eingliederung nach                                                                         | Panschwitz-Kuckau                                                                          | Kamenz                                                                                     |
| 01.01.1994 | Ralbitz Rosenthal                                                                          | Zusammenschluss zu                                                                         | Ralbitz-Rosenthal                                                                          | Kamenz                                                                                     |
| 01.01.1994 | Reichenau Reichenbach                                                                      | Zusammenschluss zu                                                                         | Reichenbach-Reichenau                                                                      | Kamenz                                                                                     |
| 01.01.1994 | Wohlhausen                                                                                 | Eingliederung nach                                                                         | Markneukirchen                                                                             | Klingenthal                                                                                |
| 01.01.1994 | Burghausen Dölzig Rückmarsdorf                                                             | Zusammenschluss zu                                                                         | Bienitz                                                                                    | Leipzig                                                                                    |
| 01.01.1994 | Althen Kleinpösna                                                                          | Eingliederung nach                                                                         | Engelsdorf                                                                                 | Leipzig                                                                                    |
| 01.01.1994 | Scheidens Schkorlopp                                                                       | Eingliederung nach                                                                         | Kitzen                                                                                     | Leipzig                                                                                    |
| 01.01.1994 | Lützschena Stahmeln                                                                        | Zusammenschluss zu                                                                         | Lützschena-Stahmeln                                                                        | Leipzig                                                                                    |
| 01.01.1994 | Wachau                                                                                     | Eingliederung nach                                                                         | Markkleeberg                                                                               | Leipzig                                                                                    |
| 01.01.1994 | Quesitz Räpitz                                                                             | Eingliederung nach                                                                         | Markranstädt                                                                               | Leipzig                                                                                    |
| 01.01.1994 | Kursdorf                                                                                   | Eingliederung nach                                                                         | Schkeuditz                                                                                 | Leipzig                                                                                    |
| 01.01.1994 | Dittersbach auf dem Eigen                                                                  | Eingliederung nach                                                                         | Bernstadt                                                                                  | Löbau                                                                                      |
| 01.01.1994 | Eiserode                                                                                   | Eingliederung nach                                                                         | Löbau                                                                                      | Löbau                                                                                      |
| 01.01.1994 | Bischdorf Herwigsdorf                                                                      | Zusammenschluss zu                                                                         | Rosenbach                                                                                  | Löbau                                                                                      |
| 01.01.1994 | Mauersberg Niederschmiedeberg                                                              | Eingliederung nach                                                                         | Großrückerswalde                                                                           | Marienberg                                                                                 |
| 01.01.1994 | Kühnhaide Reitzenhain Rübenau Satzung                                                      | Zusammenschluss zu                                                                         | Hirtstein                                                                                  | Marienberg                                                                                 |
| 01.01.1994 | Lauta                                                                                      | Eingliederung nach                                                                         | Marienberg                                                                                 | Marienberg                                                                                 |
| 01.01.1994 | Blumenau Rothenthal                                                                        | Eingliederung nach                                                                         | Olbernhau                                                                                  | Marienberg                                                                                 |
| 01.01.1994 | Dittmannsdorf b. Sayda                                                                     | Eingliederung nach                                                                         | Pfaffroda b. Sayda                                                                         | Marienberg                                                                                 |
| 01.01.1994 | Rittersberg                                                                                | Eingliederung nach                                                                         | Pobershau                                                                                  | Marienberg                                                                                 |
| 01.01.1994 | Jahna-Löthain Krögis Planitz-Deila                                                         | Zusammenschluss zu                                                                         | Käbschütztal                                                                               | Meißen                                                                                     |
| 01.01.1994 | Raußlitz Rüsseina Ziegenhain                                                               | Zusammenschluss zu                                                                         | Ketzerbachtal                                                                              | Meißen                                                                                     |
| 01.01.1994 | Klipphausen Röhrsdorf Weistropp                                                            | Zusammenschluss zu                                                                         | Klipphausen                                                                                | Meißen                                                                                     |
| 01.01.1994 | Dörschnitz Neckanitz Piskowitz b. Zehren Striegnitz Wachtnitz Wuhnitz                      | Eingliederung nach                                                                         | Lommatzsch                                                                                 | Meißen                                                                                     |
| 01.01.1994 | Winkwitz                                                                                   | Eingliederung nach                                                                         | Meißen                                                                                     | Meißen                                                                                     |
| 01.01.1994 | Gröbern Großdobritz Niederau Ockrilla                                                      | Zusammenschluss zu                                                                         | Niederau                                                                                   | Meißen                                                                                     |
| 01.01.1994 | Niederlommatzsch Zehren                                                                    | Zusammenschluss zu                                                                         | Zehren                                                                                     | Meißen                                                                                     |
| 01.01.1994 | Hähnichen Quolsdorf b. Hähnichen Trebus                                                    | Zusammenschluss zu                                                                         | Hähnichen                                                                                  | Niesky                                                                                     |
| 01.01.1994 | Särichen                                                                                   | Eingliederung nach                                                                         | Kodersdorf                                                                                 | Niesky                                                                                     |
| 01.01.1994 | Gettengrün                                                                                 | Eingliederung nach                                                                         | Adorf                                                                                      | Oelsnitz                                                                                   |
| 01.01.1994 | Raun                                                                                       | Eingliederung nach                                                                         | Bad Brambach                                                                               | Oelsnitz                                                                                   |
| 01.01.1994 | Mühlhausen Sohl                                                                            | Eingliederung nach                                                                         | Bad Elster                                                                                 | Oelsnitz                                                                                   |
| 01.01.1994 | Ebmath Tiefenbrunn                                                                         | Eingliederung nach                                                                         | Eichigt                                                                                    | Oelsnitz                                                                                   |
| 01.01.1994 | Hermsgrün-Wohlbach Marieney Tirschendorf Unterwürschnitz                                   | Zusammenschluss zu                                                                         | Mühlental                                                                                  | Oelsnitz                                                                                   |
| 01.01.1994 | Oberhermsgrün Taltitz                                                                      | Eingliederung nach                                                                         | Oelsnitz                                                                                   | Oelsnitz                                                                                   |
| 01.01.1994 | Wiedersberg                                                                                | Eingliederung nach                                                                         | Triebel/Vogtl.                                                                             | Oelsnitz                                                                                   |
| 01.01.1994 | Ganzig                                                                                     | Eingliederung nach                                                                         | Borna                                                                                      | Oschatz                                                                                    |
| 01.01.1994 | Gaunitz Laas Wellerswalde                                                                  | Zusammenschluss zu                                                                         | Liebschützberg                                                                             | Oschatz                                                                                    |
| 01.01.1994 | Hohenwussen Naundorf                                                                       | Zusammenschluss zu                                                                         | Naundorf                                                                                   | Oschatz                                                                                    |
| 01.01.1994 | Hof                                                                                        | Eingliederung nach                                                                         | Naundorf                                                                                   | Oschatz                                                                                    |
| 01.01.1994 | Limbach                                                                                    | Eingliederung nach                                                                         | Oschatz                                                                                    | Oschatz                                                                                    |
| 01.01.1994 | Ablaß Sornzig                                                                              | Zusammenschluss zu                                                                         | Sornzig-Ablaß                                                                              | Oschatz                                                                                    |
| 01.01.1994 | Dorf Wehlen Stadt Wehlen                                                                   | Zusammenschluss zu                                                                         | Stadt Wehlen                                                                               | Pirna                                                                                      |
| 01.01.1994 | Naundorf Struppen Thürmsdorf                                                               | Zusammenschluss zu                                                                         | Struppen                                                                                   | Pirna                                                                                      |
| 01.01.1994 | Geilsdorf Großzöbern Gutenfürst Heinersgrün Kemnitz Krebes Schwand                         | Zusammenschluss zu                                                                         | Burgstein                                                                                  | Plauen                                                                                     |
| 01.01.1994 | Coschütz Kleingera                                                                         | Eingliederung nach                                                                         | Elsterberg                                                                                 | Plauen                                                                                     |
| 01.01.1994 | Langenbach                                                                                 | Eingliederung nach                                                                         | Mühltroff                                                                                  | Plauen                                                                                     |
| 01.01.1994 | Neuensalz Thoßfell Zobes                                                                   | Zusammenschluss zu                                                                         | Neuensalz                                                                                  | Plauen                                                                                     |
| 01.01.1994 | Kobitzschwalde                                                                             | Eingliederung nach                                                                         | Neundorf                                                                                   | Plauen                                                                                     |
| 01.01.1994 | Ebersgrün Ranspach Thierbach                                                               | Eingliederung nach                                                                         | Pausa/Vogtl.                                                                               | Plauen                                                                                     |
| 01.01.1994 | Helmsgrün Herlasgrün Jocketa Möschwitz Ruppertsgrün                                        | Zusammenschluss zu                                                                         | Pöhl                                                                                       | Plauen                                                                                     |
| 01.01.1994 | Dehles                                                                                     | Eingliederung nach                                                                         | Reuth                                                                                      | Plauen                                                                                     |
| 01.01.1994 | Fröbersgrün                                                                                | Eingliederung nach                                                                         | Syrau                                                                                      | Plauen                                                                                     |
| 01.01.1994 | Rodersdorf                                                                                 | Eingliederung nach                                                                         | Weischlitz                                                                                 | Plauen                                                                                     |
| 01.01.1994 | Hauptmannsgrün Oberheinsdorf Unterheinsdorf                                                | Zusammenschluss zu                                                                         | Heinsdorf                                                                                  | Reichenbach                                                                                |
| 01.01.1994 | Weißensand                                                                                 | Eingliederung nach                                                                         | Lengenfeld                                                                                 | Reichenbach                                                                                |
| 01.01.1994 | Lauschgrün Limbach Reimersgrün                                                             | Zusammenschluss zu                                                                         | Limbach                                                                                    | Reichenbach                                                                                |
| 01.01.1994 | Reuth Schönbach                                                                            | Eingliederung nach                                                                         | Neumark                                                                                    | Reichenbach                                                                                |
| 01.01.1994 | Diesbar-Seußlitz Goltzscha Merschwitz                                                      | Zusammenschluss zu                                                                         | Diesbar-Seußlitz                                                                           | Riesa                                                                                      |
| 01.01.1994 | Mehltheuer Prausitz                                                                        | Zusammenschluss zu                                                                         | Mehltheuer                                                                                 | Riesa                                                                                      |
| 01.01.1994 | Nauwalde Nieska Spansberg                                                                  | Zusammenschluss zu                                                                         | Nauwalde                                                                                   | Riesa                                                                                      |
| 01.01.1994 | Weißig                                                                                     | Eingliederung nach                                                                         | Nünchritz                                                                                  | Riesa                                                                                      |
| 01.01.1994 | Bobersen Röderau                                                                           | Zusammenschluss zu                                                                         | Röderau-Bobersen                                                                           | Riesa                                                                                      |
| 01.01.1994 | Frauenhain Koselitz Pulsen Raden                                                           | Zusammenschluss zu                                                                         | Röderaue                                                                                   | Riesa                                                                                      |
| 01.01.1994 | Bloßwitz Stauchitz                                                                         | Zusammenschluss zu                                                                         | Stauchitz                                                                                  | Riesa                                                                                      |
| 01.01.1994 | Paußnitz                                                                                   | Eingliederung nach                                                                         | Strehla                                                                                    | Riesa                                                                                      |
| 01.01.1994 | Lichtensee Peritz Streumen Wülknitz                                                        | Zusammenschluss zu                                                                         | Wülknitz                                                                                   | Riesa                                                                                      |
| 01.01.1994 | Jakobsthal Kreinitz Lorenzkirch Zeithain                                                   | Zusammenschluss zu                                                                         | Zeithain                                                                                   | Riesa                                                                                      |
| 01.01.1994 | Altgeringswalde                                                                            | Eingliederung nach                                                                         | Geringswalde                                                                               | Rochlitz                                                                                   |
| 01.01.1994 | Köttwitzsch Schwarzbach                                                                    | Eingliederung nach                                                                         | Königsfeld                                                                                 | Rochlitz                                                                                   |
| 01.01.1994 | Königshain Topfseifersdorf Wiederau                                                        | Zusammenschluss zu                                                                         | Königshain-Wiederau                                                                        | Rochlitz                                                                                   |
| 01.01.1994 | Berthelsdorf Cossen Elsdorf Göritzhain Rochsburg                                           | Eingliederung nach                                                                         | Lunzenau                                                                                   | Rochlitz                                                                                   |
| 01.01.1994 | Sachsendorf                                                                                | Eingliederung nach                                                                         | Milkau                                                                                     | Rochlitz                                                                                   |
| 01.01.1994 | Arnsdorf                                                                                   | Eingliederung nach                                                                         | Penig                                                                                      | Rochlitz                                                                                   |
| 01.01.1994 | Noßwitz Penna                                                                              | Eingliederung nach                                                                         | Rochlitz                                                                                   | Rochlitz                                                                                   |
| 01.01.1994 | Steudten OT Zaßnitz                                                                        | Umgliederung nach                                                                          | Rochlitz                                                                                   | Rochlitz                                                                                   |
| 01.01.1994 | Steudten Zetteritz                                                                         | Eingliederung nach                                                                         | Seelitz                                                                                    | Rochlitz                                                                                   |
| 01.01.1994 | Zschoppelshain OT Winkeln                                                                  | Umgliederung nach                                                                          | Seelitz                                                                                    | Rochlitz                                                                                   |
| 01.01.1994 | Göhren Mutzscheroda Nöbeln Wechselburg                                                     | Zusammenschluss zu                                                                         | Wechselburg                                                                                | Rochlitz                                                                                   |
| 01.01.1994 | Zschoppelshain                                                                             | Eingliederung nach                                                                         | Wechselburg                                                                                | Rochlitz                                                                                   |
| 01.01.1994 | Stürza Wünschendorf                                                                        | Eingliederung nach                                                                         | Dürrröhrsdorf-Dittersbach                                                                  | Sebnitz                                                                                    |
| 01.01.1994 | Ehrenberg Goßdorf Lohsdorf Rathewalde Ulbersdorf                                           | Eingliederung nach                                                                         | Hohnstein                                                                                  | Sebnitz                                                                                    |
| 01.01.1994 | Berthelsdorf Langburkersdorf Rückersdorf                                                   | Zusammenschluss zu                                                                         | Hohwald                                                                                    | Sebnitz                                                                                    |
| 01.01.1994 | Polenz                                                                                     | Eingliederung nach                                                                         | Neustadt i. Sa.                                                                            | Sebnitz                                                                                    |
| 01.01.1994 | Heeselicht Helmsdorf Langenwolmsdorf Lauterbach Rennersdorf-Neudörfel Stolpen              | Zusammenschluss zu                                                                         | Stolpen                                                                                    | Sebnitz                                                                                    |
| 01.01.1994 | Großwig Süptitz Weidenhain                                                                 | Zusammenschluss zu                                                                         | Dreiheide                                                                                  | Torgau                                                                                     |
| 01.01.1994 | Döbern Elsnig Neiden                                                                       | Zusammenschluss zu                                                                         | Elsnig                                                                                     | Torgau                                                                                     |
| 01.01.1994 | Großtreben Zwethau                                                                         | Zusammenschluss zu                                                                         | Großtreben-Zwethau                                                                         | Torgau                                                                                     |
| 01.01.1994 | Beckwitz Loßwig Mehderitzsch Staupitz Weßnig                                               | Zusammenschluss zu                                                                         | Pflückuff                                                                                  | Torgau                                                                                     |
| 01.01.1994 | Schildau Sitzenroda                                                                        | Zusammenschluss zu                                                                         | Schildau                                                                                   | Torgau                                                                                     |
| 01.01.1994 | Probsthain                                                                                 | Eingliederung nach                                                                         | Schildau                                                                                   | Torgau                                                                                     |
| 01.01.1994 | Graditz Melpitz                                                                            | Eingliederung nach                                                                         | Torgau                                                                                     | Torgau                                                                                     |
| 01.01.1994 | Falkenberg                                                                                 | Eingliederung nach                                                                         | Trossin                                                                                    | Torgau                                                                                     |
| 01.01.1994 | Klein Priebus Pechern Sagar Skerbersdorf                                                   | Eingliederung nach                                                                         | Krauschwitz                                                                                | Weißwasser                                                                                 |
| 01.01.1994 | Blankenhain Langenrheinsdorf Mannichswalde                                                 | Eingliederung nach                                                                         | Crimmitschau                                                                               | Werdau                                                                                     |
| 01.01.1994 | Langenbernsdorf Trünzig                                                                    | Zusammenschluss zu                                                                         | Langenbernsdorf                                                                            | Werdau                                                                                     |
| 01.01.1994 | Beiersdorf Gospersgrün                                                                     | Eingliederung nach                                                                         | Ruppertsgrün                                                                               | Werdau                                                                                     |
| 01.01.1994 | Altenbach                                                                                  | Eingliederung nach                                                                         | Bennewitz                                                                                  | Wurzen                                                                                     |
| 01.01.1994 | Burkartshain Kühren                                                                        | Zusammenschluss zu                                                                         | Kühren-Burkartshain                                                                        | Wurzen                                                                                     |
| 01.01.1994 | Püchau                                                                                     | Eingliederung nach                                                                         | Machern                                                                                    | Wurzen                                                                                     |
| 01.01.1994 | Lückendorf Oybin                                                                           | Zusammenschluss zu                                                                         | Oybin                                                                                      | Zittau                                                                                     |
| 01.01.1994 | Dittersdorf Schlößchen/Erzgeb. Weißbach                                                    | Zusammenschluss zu                                                                         | Amtsberg                                                                                   | Zschopau                                                                                   |
| 01.01.1994 | Hohndorf                                                                                   | Eingliederung nach                                                                         | Großolbersdorf                                                                             | Zschopau                                                                                   |
| 01.01.1994 | Bärenwalde Obercrinitz                                                                     | Zusammenschluss zu                                                                         | Crinitzberg                                                                                | Zwickau                                                                                    |
| 01.01.1994 | Schneppendorf                                                                              | Eingliederung nach                                                                         | Crossen                                                                                    | Zwickau                                                                                    |
| 01.01.1994 | Thierfeld                                                                                  | Eingliederung nach                                                                         | Hartenstein                                                                                | Zwickau                                                                                    |
| 01.02.1994 | Zug                                                                                        | Eingliederung nach                                                                         | Freiberg                                                                                   | Freiberg                                                                                   |
| 01.03.1994 | Deutsch Ossig Hagenwerder Schlauroth                                                       | Eingliederung nach                                                                         | Görlitz                                                                                    | –                                                                                          |
| 01.03.1994 | Wiesa (10 ha)                                                                              | Umgliederung nach                                                                          | Annaberg-Buchholz                                                                          | Annaberg                                                                                   |
| 01.03.1994 | Schmalzgrube                                                                               | Eingliederung nach                                                                         | Jöhstadt                                                                                   | Annaberg                                                                                   |
| 01.03.1994 | Muldenberg                                                                                 | Eingliederung nach                                                                         | Grünbach                                                                                   | Auerbach                                                                                   |
| 01.03.1994 | Röthenbach                                                                                 | Eingliederung nach                                                                         | Rodewisch                                                                                  | Auerbach                                                                                   |
| 01.03.1994 | Rothenkirchen Wernesgrün Wildenau                                                          | Zusammenschluss zu                                                                         | Steinberg                                                                                  | Auerbach                                                                                   |
| 01.03.1994 | Coblenz Göda Prischwitz                                                                    | Zusammenschluss zu                                                                         | Göda                                                                                       | Bautzen                                                                                    |
| 01.03.1994 | Kotitz OT Zschorna                                                                         | Umgliederung nach                                                                          | Hochkirch                                                                                  | Bautzen                                                                                    |
| 01.03.1994 | Baruth                                                                                     | Eingliederung nach                                                                         | Malschwitz                                                                                 | Bautzen                                                                                    |
| 01.03.1994 | Sohland/Spree Taubenheim a. d. Spree Wehrsdorf                                             | Zusammenschluss zu                                                                         | Sohland a. d. Spree                                                                        | Bautzen                                                                                    |
| 01.03.1994 | Kotitz Nostitz Wurschen                                                                    | Eingliederung nach                                                                         | Weißenberg                                                                                 | Bautzen                                                                                    |
| 01.03.1994 | Schönbrunn/Lausitz                                                                         | Eingliederung nach                                                                         | Bischofswerda                                                                              | Bischofswerda                                                                              |
| 01.03.1994 | Kleinhänchen                                                                               | Eingliederung nach                                                                         | Burkau                                                                                     | Bischofswerda                                                                              |
| 01.03.1994 | Panschwitz-Kuckau OT Bocka                                                                 | Umgliederung nach                                                                          | Burkau                                                                                     | Bischofswerda                                                                              |
| 01.03.1994 | Goldbach Großdrebnitz                                                                      | Zusammenschluss zu                                                                         | Großdrebnitz                                                                               | Bischofswerda                                                                              |
| 01.03.1994 | Seeligstadt                                                                                | Eingliederung nach                                                                         | Großharthau                                                                                | Bischofswerda                                                                              |
| 01.03.1994 | Putzkau Schmölln/O.L. Tröbigau                                                             | Zusammenschluss zu                                                                         | Schmölln-Putzkau                                                                           | Bischofswerda                                                                              |
| 01.03.1994 | Eula                                                                                       | Eingliederung nach                                                                         | Borna                                                                                      | Borna                                                                                      |
| 01.03.1994 | Burkersdorf Nassau                                                                         | Eingliederung nach                                                                         | Frauenstein                                                                                | Brand-Erbisdorf                                                                            |
| 01.03.1994 | Claußnitz Diethensdorf Markersdorf b. Burgstädt                                            | Zusammenschluss zu                                                                         | Claußnitz                                                                                  | Chemnitz                                                                                   |
| 01.03.1994 | Amtsberg OT Kamerun                                                                        | Umgliederung nach                                                                          | Kemtau                                                                                     | Chemnitz                                                                                   |
| 01.03.1994 | Köthensdorf-Reitzenhain                                                                    | Eingliederung nach                                                                         | Taura b. Burgstädt                                                                         | Chemnitz                                                                                   |
| 01.03.1994 | Benndorf Laue                                                                              | Eingliederung nach                                                                         | Delitzsch                                                                                  | Delitzsch                                                                                  |
| 01.03.1994 | Krensitz Mutschlena                                                                        | Eingliederung nach                                                                         | Krostitz                                                                                   | Delitzsch                                                                                  |
| 01.03.1994 | Sausedlitz                                                                                 | Eingliederung nach                                                                         | Löbnitz                                                                                    | Delitzsch                                                                                  |
| 01.03.1994 | Freiroda Radefeld Wolteritz                                                                | Zusammenschluss zu                                                                         | Radefeld                                                                                   | Delitzsch                                                                                  |
| 01.03.1994 | Lemsel Zschortau                                                                           | Zusammenschluss zu                                                                         | Zschortau                                                                                  | Delitzsch                                                                                  |
| 01.03.1994 | Bärenstein Lauenstein                                                                      | Zusammenschluss zu                                                                         | Bärenstein                                                                                 | Dippoldiswalde                                                                             |
| 01.03.1994 | Seyde                                                                                      | Eingliederung nach                                                                         | Hermsdorf/Erzgeb.                                                                          | Dippoldiswalde                                                                             |
| 01.03.1994 | Beerwalde Ruppendorf                                                                       | Eingliederung nach                                                                         | Höckendorf                                                                                 | Dippoldiswalde                                                                             |
| 01.03.1994 | Dönschten                                                                                  | Eingliederung nach                                                                         | Schmiedeberg                                                                               | Dippoldiswalde                                                                             |
| 01.03.1994 | Dürrweitzschen Zschaitz                                                                    | Zusammenschluss zu                                                                         | Zschaitz-Ottewig                                                                           | Döbeln                                                                                     |
| 01.03.1994 | Brabschütz Mobschatz                                                                       | Zusammenschluss zu                                                                         | Mobschatz                                                                                  | Dresden                                                                                    |
| 01.03.1994 | Bärnsdorf Berbisdorf Volkersdorf                                                           | Zusammenschluss zu                                                                         | Promnitztal                                                                                | Dresden                                                                                    |
| 01.03.1994 | Malschendorf                                                                               | Eingliederung nach                                                                         | Schönfeld-Weißig                                                                           | Dresden                                                                                    |
| 01.03.1994 | Gotha Jesewitz Liemehna Pehritzsch                                                         | Zusammenschluss zu                                                                         | Jesewitz                                                                                   | Eilenburg                                                                                  |
| 01.03.1994 | Hohenfichte Leubsdorf Marbach Schellenberg                                                 | Zusammenschluss zu                                                                         | Leubsdorf                                                                                  | Flöha                                                                                      |
| 01.03.1994 | Naundorf Niederbobritzsch Oberbobritzsch                                                   | Zusammenschluss zu                                                                         | Bobritzsch                                                                                 | Freiberg                                                                                   |
| 01.03.1994 | Bräunsdorf Langhennersdorf                                                                 | Zusammenschluss zu                                                                         | Bräunsdorf-Langhennersdorf                                                                 | Freiberg                                                                                   |
| 01.03.1994 | Kleinwaltersdorf                                                                           | Eingliederung nach                                                                         | Freiberg                                                                                   | Freiberg                                                                                   |
| 01.03.1994 | Großvoigtsberg Kleinvoigtsberg                                                             | Eingliederung nach                                                                         | Großschirma                                                                                | Freiberg                                                                                   |
| 01.03.1994 | Conradsdorf Halsbrücke Krummenhennersdorf                                                  | Zusammenschluss zu                                                                         | Halsbrücke                                                                                 | Freiberg                                                                                   |
| 01.03.1994 | Hetzdorf Niederschöna                                                                      | Zusammenschluss zu                                                                         | Niederschöna                                                                               | Freiberg                                                                                   |
| 01.03.1994 | Seifersdorf                                                                                | Eingliederung nach                                                                         | Reichenbach                                                                                | Freiberg                                                                                   |
| 01.03.1994 | Bieberstein Dittmannsdorf Hirschfeld Neukirchen Reinsberg                                  | Zusammenschluss zu                                                                         | Reinsberg                                                                                  | Freiberg                                                                                   |
| 01.03.1994 | Braunsdorf Kesselsdorf                                                                     | Zusammenschluss zu                                                                         | Kesselsdorf                                                                                | Freital                                                                                    |
| 01.03.1994 | Bärenklause-Kautzsch Sobrigau                                                              | Eingliederung nach                                                                         | Kreischa                                                                                   | Freital                                                                                    |
| 01.03.1994 | Rippien                                                                                    | Eingliederung nach                                                                         | Possendorf                                                                                 | Freital                                                                                    |
| 01.03.1994 | Oelsa Rabenau                                                                              | Zusammenschluss zu                                                                         | Rabenau                                                                                    | Freital                                                                                    |
| 01.03.1994 | Syhra                                                                                      | Eingliederung nach                                                                         | Geithain                                                                                   | Geithain                                                                                   |
| 01.03.1994 | Syhra OT Wüst-Eckardtsberg                                                                 | Umgliederung nach                                                                          | Kohren-Sahlis                                                                              | Geithain                                                                                   |
| 01.03.1994 | Ballendorf                                                                                 | Eingliederung nach                                                                         | Bad Lausick                                                                                | Grimma                                                                                     |
| 01.03.1994 | Beiersdorf                                                                                 | Eingliederung nach                                                                         | Grimma                                                                                     | Grimma                                                                                     |
| 01.03.1994 | Böhlen Dürrweitzschen Leipnitz Ragewitz Zschoppach                                         | Zusammenschluss zu                                                                         | Thümmlitzwalde                                                                             | Grimma                                                                                     |
| 01.03.1994 | Linz Schönfeld                                                                             | Zusammenschluss zu                                                                         | Schönfeld                                                                                  | Großenhain                                                                                 |
| 01.03.1994 | Dobra Kleinnaundorf-Würschnitz Tauscha                                                     | Zusammenschluss zu                                                                         | Tauscha                                                                                    | Großenhain                                                                                 |
| 01.03.1994 | Blochwitz Brößnitz Oelsnitz-Niegeroda Weißig a. Raschütz                                   | Zusammenschluss zu                                                                         | Weißig a. Raschütz                                                                         | Großenhain                                                                                 |
| 01.03.1994 | Bauda Colmnitz Walda-Kleinthiemig Wildenhain                                               | Zusammenschluss zu                                                                         | Wildenhain                                                                                 | Großenhain                                                                                 |
| 01.03.1994 | Görzig Nasseböhla Skäßchen Strauch Zabeltitz-Treugeböhla                                   | Zusammenschluss zu                                                                         | Zabeltitz                                                                                  | Großenhain                                                                                 |
| 01.03.1994 | Langenstriegis                                                                             | Eingliederung nach                                                                         | Frankenberg                                                                                | Hainichen                                                                                  |
| 01.03.1994 | Höckendorf b. Waldheim                                                                     | Eingliederung nach                                                                         | Grünlichtenberg                                                                            | Hainichen                                                                                  |
| 01.03.1994 | Erlebach                                                                                   | Eingliederung nach                                                                         | Kriebstein                                                                                 | Hainichen                                                                                  |
| 01.03.1994 | Greifendorf                                                                                | Eingliederung nach                                                                         | Rossau                                                                                     | Hainichen                                                                                  |
| 01.03.1994 | Callenberg Reichenbach                                                                     | Zusammenschluss zu                                                                         | Callenberg                                                                                 | Hohenstein-Ernstthal                                                                       |
| 01.03.1994 | Mönau                                                                                      | Eingliederung nach                                                                         | Uhyst                                                                                      | Hoyerswerda                                                                                |
| 01.03.1994 | Prietitz                                                                                   | Eingliederung nach                                                                         | Elstra                                                                                     | Kamenz                                                                                     |
| 01.03.1994 | Röhrsdorf                                                                                  | Eingliederung nach                                                                         | Königsbrück                                                                                | Kamenz                                                                                     |
| 01.03.1994 | Gottschdorf Neukirch Schmorkau Weißbach b. Königsbrück                                     | Zusammenschluss zu                                                                         | Neukirch                                                                                   | Kamenz                                                                                     |
| 01.03.1994 | Biehla Brauna Cunnersdorf Hausdorf Schönbach                                               | Zusammenschluss zu                                                                         | Schönteichen                                                                               | Kamenz                                                                                     |
| 01.03.1994 | Breitenfeld                                                                                | Eingliederung nach                                                                         | Markneukirchen                                                                             | Klingenthal                                                                                |
| 01.03.1994 | Knautnaundorf                                                                              | Eingliederung nach                                                                         | Kulkwitz                                                                                   | Leipzig                                                                                    |
| 01.03.1994 | Göhrenz                                                                                    | Eingliederung nach                                                                         | Markranstädt                                                                               | Leipzig                                                                                    |
| 01.03.1994 | Altbernsdorf a. d. Eigen Kemnitz                                                           | Eingliederung nach                                                                         | Bernstadt                                                                                  | Löbau                                                                                      |
| 01.03.1994 | Berthelsdorf Rennersdorf/O.L.                                                              | Zusammenschluss zu                                                                         | Berthelsdorf                                                                               | Löbau                                                                                      |
| 01.03.1994 | Herrnhut Ruppersdorf/O.L.                                                                  | Zusammenschluss zu                                                                         | Herrnhut                                                                                   | Löbau                                                                                      |
| 01.03.1994 | Georgewitz-Bellwitz Kleinradmeritz Lautitz                                                 | Eingliederung nach                                                                         | Kittlitz                                                                                   | Löbau                                                                                      |
| 01.03.1994 | Kleindehsa Lauba                                                                           | Eingliederung nach                                                                         | Lawalde                                                                                    | Löbau                                                                                      |
| 01.03.1994 | Großdehsa Rosenhain                                                                        | Eingliederung nach                                                                         | Löbau                                                                                      | Löbau                                                                                      |
| 01.03.1994 | Forchheim Wernsdorf                                                                        | Eingliederung nach                                                                         | Pockau/Flöhatal                                                                            | Marienberg                                                                                 |
| 01.03.1994 | Rhäsa                                                                                      | Eingliederung nach                                                                         | Ketzerbachtal                                                                              | Meißen                                                                                     |
| 01.03.1994 | Burkhardswalde-Munzig Garsebach Miltitz                                                    | Zusammenschluss zu                                                                         | Triebischtal                                                                               | Meißen                                                                                     |
| 01.03.1994 | Biehain Mückenhain                                                                         | Eingliederung nach                                                                         | Horka                                                                                      | Niesky                                                                                     |
| 01.03.1994 | Neusorge                                                                                   | Eingliederung nach                                                                         | Lodenau                                                                                    | Niesky                                                                                     |
| 01.03.1994 | Kosel Stannewisch                                                                          | Eingliederung nach                                                                         | Niesky                                                                                     | Niesky                                                                                     |
| 01.03.1994 | Kollm Sproitz                                                                              | Zusammenschluss zu                                                                         | Quitzdorf am See                                                                           | Niesky                                                                                     |
| 01.03.1994 | Diehsa Jänkendorf Nieder-Seifersdorf Thiemendorf                                           | Zusammenschluss zu                                                                         | Waldhufen                                                                                  | Niesky                                                                                     |
| 01.03.1994 | Rebersreuth                                                                                | Eingliederung nach                                                                         | Adorf                                                                                      | Oelsnitz                                                                                   |
| 01.03.1994 | Schönberg                                                                                  | Eingliederung nach                                                                         | Bad Brambach                                                                               | Oelsnitz                                                                                   |
| 01.03.1994 | Bobenneukirchen Bösenbrunn Ottengrün Schönbrunn                                            | Zusammenschluss zu                                                                         | Bösenbrunn                                                                                 | Oelsnitz                                                                                   |
| 01.03.1994 | Planschwitz                                                                                | Eingliederung nach                                                                         | Oelsnitz                                                                                   | Oelsnitz                                                                                   |
| 01.03.1994 | Bucha Cavertitz Schirmenitz Sörnewitz                                                      | Zusammenschluss zu                                                                         | Cavertitz                                                                                  | Oschatz                                                                                    |
| 01.03.1994 | Börin Großböhla Schmannewitz                                                               | Eingliederung nach                                                                         | Dahlen                                                                                     | Oschatz                                                                                    |
| 01.03.1994 | Mügeln Schweta                                                                             | Zusammenschluss zu                                                                         | Mügeln                                                                                     | Oschatz                                                                                    |
| 01.03.1994 | Mahlis                                                                                     | Eingliederung nach                                                                         | Wermsdorf                                                                                  | Oschatz                                                                                    |
| 01.03.1994 | Borna-Gersdorf Friedrichswalde-Ottendorf Göppersdorf Nentmannsdorf-Niederseidewitz         | Zusammenschluss zu                                                                         | Bahretal                                                                                   | Pirna                                                                                      |
| 01.03.1994 | Dohma Goes                                                                                 | Zusammenschluss zu                                                                         | Dohma                                                                                      | Pirna                                                                                      |
| 01.03.1994 | Köttewitz-Krebs                                                                            | Eingliederung nach                                                                         | Dohna                                                                                      | Pirna                                                                                      |
| 01.03.1994 | Cunnersdorf b. Königstein/Sächs. Schweiz Gohrisch Kleinhennersdorf Papstdorf               | Zusammenschluss zu                                                                         | Gohrisch                                                                                   | Pirna                                                                                      |
| 01.03.1994 | Pfaffendorf                                                                                | Eingliederung nach                                                                         | Königstein/Sächs. Schw.                                                                    | Pirna                                                                                      |
| 01.03.1994 | Döbra Großröhrsdorf Waltersdorf b. Liebstadt                                               | Eingliederung nach                                                                         | Liebstadt                                                                                  | Pirna                                                                                      |
| 01.03.1994 | Burkhardswalde Maxen Mühlbach Weesenstein                                                  | Zusammenschluss zu                                                                         | Müglitztal                                                                                 | Pirna                                                                                      |
| 01.03.1994 | Porschdorf Prossen                                                                         | Zusammenschluss zu                                                                         | Porschdorf                                                                                 | Pirna                                                                                      |
| 01.03.1994 | Bielatal Rosenthal                                                                         | Zusammenschluss zu                                                                         | Rosenthal-Bielatal                                                                         | Pirna                                                                                      |
| 01.03.1994 | Mißlareuth                                                                                 | Eingliederung nach                                                                         | Reuth                                                                                      | Plauen                                                                                     |
| 01.03.1994 | Irfersgrün Pechtelsgrün                                                                    | Eingliederung nach                                                                         | Lengenfeld                                                                                 | Reichenbach                                                                                |
| 01.03.1994 | Brunn Friesen                                                                              | Eingliederung nach                                                                         | Reichenbach/Vogtl.                                                                         | Reichenbach                                                                                |
| 01.03.1994 | Bahra Boritz                                                                               | Zusammenschluss zu                                                                         | Hirschstein                                                                                | Riesa                                                                                      |
| 01.03.1994 | Heyda                                                                                      | Eingliederung nach                                                                         | Mehltheuer                                                                                 | Riesa                                                                                      |
| 01.03.1994 | Plotitz Staucha                                                                            | Zusammenschluss zu                                                                         | Plotitz                                                                                    | Riesa                                                                                      |
| 01.03.1994 | Jahnishausen Mautitz Nickritz                                                              | Eingliederung nach                                                                         | Riesa                                                                                      | Riesa                                                                                      |
| 01.03.1994 | Beerwalde Crossen Erlau Schweikershain                                                     | Zusammenschluss zu                                                                         | Erlau                                                                                      | Rochlitz                                                                                   |
| 01.03.1994 | Leutenhain                                                                                 | Eingliederung nach                                                                         | Königsfeld                                                                                 | Rochlitz                                                                                   |
| 01.03.1994 | Tellerhäuser                                                                               | Eingliederung nach                                                                         | Rittersgrün                                                                                | Schwarzenberg                                                                              |
| 01.03.1994 | Porschendorf                                                                               | Eingliederung nach                                                                         | Dürrröhrsdorf-Dittersbach                                                                  | Sebnitz                                                                                    |
| 01.03.1994 | Lichtenhain Ottendorf Saupsdorf                                                            | Zusammenschluss zu                                                                         | Kirnitzschtal                                                                              | Sebnitz                                                                                    |
| 01.03.1994 | Audenhain Klitzschen Langenreichenbach                                                     | Zusammenschluss zu                                                                         | Audenhain                                                                                  | Torgau                                                                                     |
| 01.03.1994 | Bockwitz Liebersee Wohlau                                                                  | Eingliederung nach                                                                         | Belgern                                                                                    | Torgau                                                                                     |
| 01.03.1994 | Nochten                                                                                    | Eingliederung nach                                                                         | Boxberg                                                                                    | Weißwasser                                                                                 |
| 01.03.1994 | Langenbernsdorf Niederalbertsdorf                                                          | Zusammenschluss zu                                                                         | Langenbernsdorf                                                                            | Werdau                                                                                     |
| 01.03.1994 | Gerichshain                                                                                | Eingliederung nach                                                                         | Machern                                                                                    | Wurzen                                                                                     |
| 01.03.1994 | Bertsdorf Hörnitz                                                                          | Zusammenschluss zu                                                                         | Bertsdorf-Hörnitz                                                                          | Zittau                                                                                     |
| 01.03.1994 | Eckartsberg Mittelherwigsdorf Oberseifersdorf                                              | Zusammenschluss zu                                                                         | Mittelherwigsdorf                                                                          | Zittau                                                                                     |
| 01.03.1994 | Dittmannsdorf Witzschdorf                                                                  | Eingliederung nach                                                                         | Gornau/Erzgeb.                                                                             | Zschopau                                                                                   |
| 25.03.1994 | Euba                                                                                       | Eingliederung nach                                                                         | Chemnitz                                                                                   | –                                                                                          |
| 01.04.1994 | Heinsdorf                                                                                  | Namensänderung zu                                                                          | Heinsdorfergrund                                                                           | Reichenbach                                                                                |
| 01.08.1994 | Kreisneugliederung 48 Landkreise, 6 kreisfreie Städte → 28 Landkreise, 6 kreisfreie Städte | Kreisneugliederung 48 Landkreise, 6 kreisfreie Städte → 28 Landkreise, 6 kreisfreie Städte | Kreisneugliederung 48 Landkreise, 6 kreisfreie Städte → 28 Landkreise, 6 kreisfreie Städte | Kreisneugliederung 48 Landkreise, 6 kreisfreie Städte → 28 Landkreise, 6 kreisfreie Städte |
| 01.08.1994 | Schönbach, Thüringen Gebietsteile                                                          | Umgliederung nach                                                                          | Cunsdorf                                                                                   | Plauen                                                                                     |
| 01.10.1994 | Krumbach                                                                                   | Eingliederung nach                                                                         | Ottendorf                                                                                  | Mittweida                                                                                  |

## Quelle
- Statistisches Landesamt Sachsen: Gebietsänderungen ab 1. Januar 1994 bis 31. Dezember 1994 (XLSX-Datei; 70 kB)